# Malin Holta
Malin Holta, née le 9 juin 1993 à Stavanger, est une handballeuse internationale norvégienne qui évolue au poste d'arrière.

## Carrière

### En club
Malin Holta rejoint Sola HK en 2009 en provenance de Randaberg. Elle passe la saison 2013-2014 à Stabæk Håndball après la relégation de Sola en 2013 mais retourne dans son club dès l'année suivante. Elle participe activement au développement du club de Sola et à son installation en première division.
À l'été 2016, elle quitte Sola HK pour rejoindre le Nantes Loire Atlantique Handball. 
Après une belle première saison, elle rate le début de saison 2017-2018 pour cause de blessure. Elle retourne dans son club formateur de Sola, après deux années à Nantes. 